# María Pazos Morán
María Pazos Morán (Cañamero, Cáceres, 23 de julio de 1953) es una matemática, investigadora y activista feminista española. Ha centrado gran parte de su labor investigadora en la comparativa de los sistemas impositivos de diferentes países y su relación con la desigualdad de género. Ha sido Jefa de Estudios de Investigación en el Instituto de Estudios Fiscales, donde coordinó la investigación Hacienda Pública e Igualdad de Género. Colabora con diversas universidades y organismos públicos impartiendo módulos sobre Economía, Políticas Públicas e Igualdad de Género. Forma parte de la Asociación Internacional de Economía Feminista (IAFFE), es miembro del Consejo Científico de la Asociación por una Tasa sobre las Transacciones Especulativas para Ayuda a los Ciudadanos (ATTAC), del Fórum de Política Feminista y de la Plataforma por los Permisos Iguales e Intransferibles por Nacimiento y Adopción (PPIINA) de la que es socia fundadora y en la que centra gran parte de sus esfuerzos activistas, siendo una de las cabezas más visibles y representativas de la lucha por este derecho a través de una reforma legislativa. Publica con asiduidad en diferentes revistas científicas y periódicos generalistas y es autora de diversos ensayos en su especialidad.

## Trayectoria profesional
Se licenció en matemáticas por la Universidad Complutense de Madrid en el año 1977 y pasó a ejercer de profesora en esta materia en la enseñanza pública hasta 1988. En este año aprobó el concurso por oposición al Cuerpo de Actuarios, Estadísticos y Economistas de la Seguridad Social, permaneciendo en dicha entidad pública y en el Departamento de Estudios Socioeconómicos del Ministerio de Trabajo español hasta 1991, año en el que obtuvo una beca Fulbright en EE. UU., donde realizó un máster en Estadística en la Universidad de Harvard y una estancia en la Oficina de Estadísticas Laborales de EE. UU. 
A su regreso en 1993, se incorporó al Instituto de Estudios Fiscales e inició su trayectoria en el campo de la investigación económica, que compatibilizó con la docencia en la Universidad Carlos III de Madrid (1995-1998). En 1999 se trasladó a vivir a París, donde ocupó un puesto de Administradora en la Dirección de Política Social de la Organización para la Cooperación y el Desarrollo Económico (OCDE) hasta el 2002. Según ha explicado en sus intervenciones, esta labor le permitió ahondar en la comparación internacional de sistemas de impuestos y prestaciones y en la evaluación de sus impactos sobre el mercado de trabajo, la economía y la configuración social. Con el objetivo de estudiar los diferentes modelos de organización social y su relación con la desigualdad de género, se especializó en el estudio de los sistemas de bienestar nórdicos mediante estancias temporales en las universidades de Estocolmo (2006), Islandia (2011) y Aalborg (2015). Desde el 2003 hasta julio de 2019 desempeñó el puesto de Jefa de Estudios de Investigación en el Instituto de Estudios Fiscales, coordinando la investigación Hacienda Pública e Igualdad de Género de esta entidad.
Durante los años 2005 y 2006 María Pazos formó parte de la red de expertos sobre género y empleo de la Comisión Europea. En el año 2007 coordinó el área de políticas públicas en el II Congreso de Economía Feminista organizado por la Universidad de Zaragoza. Entre el 2009 y 2010 dirigió el proyecto de investigación Impacto de género de las políticas fiscales en Latinoamérica, promovido por Fundación Carolina, IEF, CEPAL y UNIFEM, y entre el 2007 y 2012 participó en la European Gender Budgeting Network.
En el 2015, junto con la economista Bibiana Medialdea, elaboró el texto Reorganizar el sistema de cuidados: condición necesaria para la recuperación económica. El documento fue realizado a petición de Podemos y tuvo como finalidad impulsar el debate sobre cómo abordar la necesaria reforma del sistema de cuidados, y avanzar en la línea que se inició con el texto marco de propuestas económicas elaborado por los catedráticos Juan Torres López y Vicenç Navarro para sentar las bases del futuro programa electoral de la formación política. En palabras de las autoras, incluidas en la presentación del documentoː

Esperamos que este trabajo que presentamos (...) contribuya a situar el tema de la crisis de cuidados y sus posibles alternativas en la agenda política y mediática. El contenido íntegro del documento es exclusiva responsabilidad de las autoras, por lo que Podemos no asume con él ningún compromiso. Nuestra aspiración, no obstante, es que el análisis que desarrollamos nutra las discusiones programáticas venideras y sea tenido en consideración a la hora de diseñar los programas con los que Podemos concurrirá a las próximas citas electorales"
María Pazos y Bibiana Medialdea

María Pazos imparte módulos sobre Economía, Políticas Públicas e Igualdad de Género en diferentes postgrados de universidades y en organismos públicos. En el año 2019 se incorporó al equipo de la Universidad Pompeu Fabra como investigadora y profesora asociada del Public Policy Center (UPF) de dicha institución académica. En el año 2020 elaboró, junto a otras personas integrantes del equipo investigador del UPF, y coordinó con Vicenç Navarro, el documento El cuarto pilar del Estado del Bienestar: una propuesta para cubrir necesidades esenciales de cuidado, crear empleo y avanzar hacía la igualdad de género, presentado el 15 de junio de 2020 al Grupo de Trabajo de Políticas Sociales y Sistémas de Cuidados de la Comisión para la Reconstrucción Social y Económica del Congreso de los Diputados y Diputadas.
Además de publicar en revistas científicas y especializadas en economía y fiscalidad, Pazos ha desarrollado la labor de divulgación sobre estos temas desde una perspectiva feminista a través de artículos publicados en un gran número de periódicos generalistas.

## Activismo feminista
En 1969, a los 16 años, María Pazos se trasladó, desde su ciudad natal Cañamero, a Madrid. Aquí afianzó sus convicciones feministas que la llevaron, en 1976 y con 23 años, a ingresar en el Frente de Liberación de la Mujer, siendo una de las primeras militantes de este colectivo constituido en enero de ese mismo año.[cita requerida] Tras unos años viviendo en Bilbao y en Córdoba, regresó a Madrid, donde trabajó entre los años 1982 y 1985 en la Comisión Pro Derecho al Aborto. En 1986, en el año de su fundación, ingreso en el Fórum de Política Feminista, asociación a la que sigue vinculada.
En el 2005, junto a un grupo de personas fundó la Plataforma por Permisos Iguales e Intransferibles de Nacimiento y Adopción, que en 2007 -coincidiendo con la aprobación del permiso de paternidad en la Ley Orgánica 3/2007 para la igualdad efectiva de mujeres y hombres- se inscribió en el registro de asociaciones con su acrónimo PPIINA. Pazos ha sido una de las cabezas visibles en la lucha por la consecución de una reforma legislativa que apruebe, regule y ponga en marcha permisos iguales e intransferibles de nacimiento y adopción pagados al 100% para ambos progenitores destacando su trabajo en divulgación y pedagogía sobre el impacto beneficioso de su aplicación sobre la efectiva igualdad de oportunidades entre hombres y mujeres, incidiendo sobre la condición indispensable para que realmente se produzca el impacto deseado, que los permisos sean de igual duración e intransferibles para ambos progenitores. En este sentido, María Pazos ha trabajado en los programas electorales de los diferentes partidos políticos que han concurrido a las elecciones, analizándolos desde el punto de vista del impacto sobre la igualdad, poniendo en evidencia sus contradicciones y haciendo comparativas con los sistemas de otros países europeos, principalmente con los nórdicos.
El 18 de octubre de 2016, el Congreso de los Diputados, con solo dos votos en contra, aprobó la propuesta de la PPIINA, comprometiéndose con la necesidad de establecer un calendario completo de ampliación del permiso de paternidad, desde las dos semanas, hasta las 16 que tienen las madres.

## Publicaciones

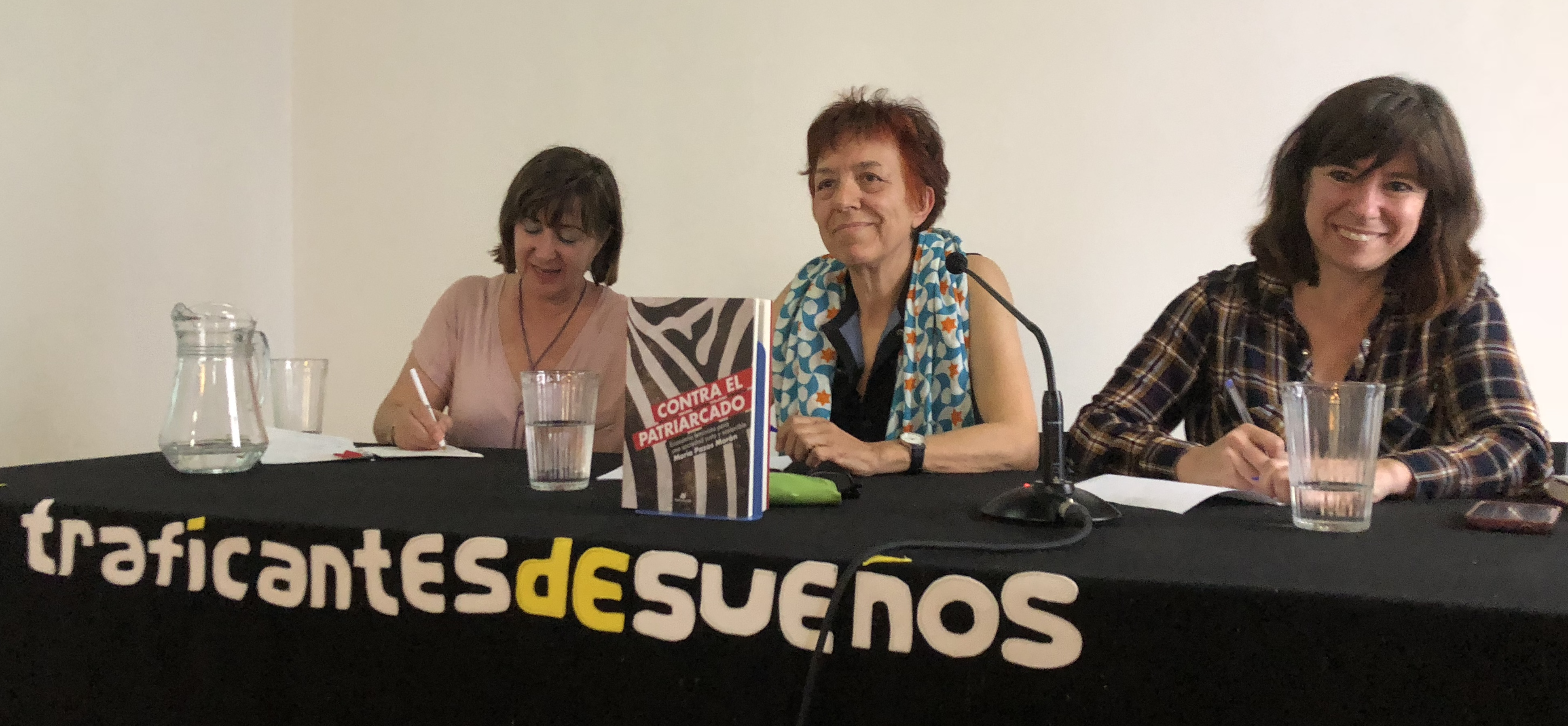
Ana de Miguel, María Pazos y Yayo Herrero en la presentación del libro Contra el patriarcado (2018)

### Libros
- Pazos, M. (ed.) (2005): Política fiscal y género. Instituto de Estudios Fiscales, Madrid.[20]
- Pazos, M. (ed.) (2008): Economía e igualdad de género: Retos de la Hacienda Pública en el Siglo XXI. Instituto de Estudios Fiscales, Madrid.[21]
- Pazos, M. (dir.) (2010): Fiscalidad y equidad de género Análisis de los sistemas de impuestos y prestaciones de Chile, Ecuador, España y Guatemala. Estudio publicado por Fundación Carolina y S. XXI editores, Madrid.[22]
- Pazos, M. (2013): Desiguales por ley. Las políticas públicas contra la igualdad de género. Editorial Catarata, Madrid.[23]
- Pazos, M. (2018): Contra el patriarcado. Economía feminista para una sociedad justa y sostenible. Editorial Katakrak. Pamplona-Iruñea.[24][25]

### Artículos científicos y capítulos de libros
- Pazos Morán, María (2017): "Apuntes para una economía política feminista" en Ekonomiaz, N.º 91, 1º, semestre, 2017, págs. 360-384. http://www.euskadi.eus/web01-a2reveko/es/k86aEkonomiazWar/ekonomiaz/abrirArticulo?idpubl=87&registro=19
- Castro García, Carmen y María Pazos Morán (2015): Parental Leave Policy and Gender Equality in Europe. Feminist Economics Review http://www.tandfonline.com/doi/full/10.1080/13545701.2015.1082033
- Medialdea, Bibiana y María Pazos Morán (2015): Reorganizar el sistema de cuidados: condición necesaria para la recuperación económica y el avance democrático. http://www.trasversales.net/mpbm.pdf
- Pazos Morán, María (2013): Crisis de cuidados e igualdad de género: el caso de los sistemas de atención a la dependencia. En P. Folguera, V. Maquieira, M. J. Matilla, P. Montero y M. J. Vara (eds), Género y Envejecimiento. Instituto Universitario de Estudios de la Mujer. Universidad Autónoma de Madrid
- Castro, C y M. Pazos (2012): Permisos por nacimiento e igualdad de género:¿cómo diseñar Los permisos de maternidad, paternidad y parentales para conseguir un comportamiento corresponsable? Papel de Trabajo del IEF N.º 9/2012. (en proceso de evaluación en la Revista Feminist Economics)
- Medialdea, B y M Pazos (2012): Impacto de Género de las Transferencias Monetarias Condicionadas. El Caso del Programa ‘Bolsa Familia’ (Brasil) (Mimeo)
- Pazos, M (2011): Demografía, Sostenibilidad e Igualdad de Género. Revista Papeles de Relaciones Ecosociales y Cambio Global, N.º. 113, págs. 71-83
- Pazos, M (2011): Roles de Género y Políticas Públicas. Revista Sociología del trabajo, N.º 73, págs. 5-23
- Medialdea, B y M Pazos (2011): Afectan los Impuestos a la (Des)igualdad de género? El caso del IRPF Español. Revista Presupuesto y Gasto Público N.º 64
- Pazos, M (2010): Equidad y eficiencia en el sistema español de pensiones: una revisión crítica. Papel de Trabajo . Instituto de Estudios Fiscales.
- Pazos, M (2010): ‘El Papel de la Igualdad de Género en el cambio a un modelo productivo sostenible’. Revista Principios N.º 17 (julio de 2010).
- Pazos, M (2008): Impacto de Género de las Políticas Públicas. Documento de Trabajo N.º 23/09. Instituto de Estudios Fiscales.
- Pazos, M (2008): ‘Género, orientación del presupuesto público y eficiencia económica’. En María Pazos Morán (ed): Economía e Igualdad de Género: Retos de la Hacienda Pública en el Siglo XXI. Instituto de Estudios Fiscales.
- Castro, C y M. Pazos, M (2008): ‘Permisos de maternidad, de paternidad y parentales en Europa: algunos elementos para el análisis de la situación actual’. En María Pazos Morán (ed): Economía e Igualdad de Género: Retos de la Hacienda Pública en el Siglo XXI. Instituto de Estudios Fiscales.
- Pazos, M (2007): ‘De las ‘estadísticas de género’ a la inclusión de la perspectiva de género en el sistema estadístico: mandatos de la Ley de Igualdad”. Revista Índice. Julio, 2007.
- Pazos, M (2007): ‘Una buena estadística pública como medio para dirigir todas las políticas hacia la igualdad’ Documento de Trabajo 28/07. Instituto de Estudios Fiscales.
- Pazos, M (2006): ‘Estadística y lucha por la igualdad de derechos en la era de la transversalidad’. En Participación de las asociaciones de mujeres en las políticas de igualdad, hoy. Fórum de Política Feminista.
- Pazos, M (2006): ‘Género y estadísticas administrativas: necesidades y dificultades, El ejemplo de los permisos de maternidad y paternidad’. En C. Marcos (ed): El papel de los registros administrativos en el análisis social y económico y el desarrollo del sistema estadístico. Instituto de Estudios Fiscales.
- M. L. Moltó and M. Pazos (2005): ‘Assessment of the gender perspective in the National Reform Programme for Employment – Spain’.  Este estudio forma parte del trabajo como miembros de la Red de Expertos sobre Género y Empleo de la Comisión Europea.
- M. L. Moltó and M. Pazos (2005): ‘An evaluation of the gender dimension in the National Action Plan for Social Inclusion 2005 - The Spanish national report’.  Este estudio forma parte del trabajo como miembros de la Red de Expertos sobre Género y Empleo de la Comisión Europea
- Pazos, M (2006): ‘Impuestos y prestaciones: ¿cómo incluir a las mujeres?’ en María Jesús Vara (ed.): Estudios de Género y Economía. Editorial Akal.
- Pazos, M (2005): ‘Género e impuesto sobre la renta (IRPF) en España. Propuestas de reforma’. En María Pazos (ed): Política Fiscal y Género. Instituto de Estudios Fiscales.
- Pazos, M. y T. Pérez (2004): ‘Política familiar, imposición efectiva e incentivos al trabajo en la reforma de la imposición sobre la renta personal (IRPF) de 2003 en España’. Papel de Trabajo 16/2004. Instituto de Estudios Fiscales.
- Pazos, M (2003): ‘Los 1200 euros: La política familiar y las mujeres’. En Protección Social de las Mujeres. Editado por el Consejo de la Mujer de la Comunidad Autónoma de Madrid.
- Pazos, M. y Sastre, M (2003): "Imposición y Mercado de Trabajo: Dos aplicaciones de los modelos tax-benefit de la OCDE” En Onrubia, J y JF Sanz (eds.): Redistribución y Bienestar a través de la Imposición Directa sobre la Renta, Instituto de Estudios Fiscales.
- Preparado por Pazos, M (2002): bajo la responsabilidad de la OCDE: ‘Benefits and Wages, OECD Indicators, 2002’. OCDE.
- Pazos, M y E. Zapico (2002): ‘The state of program evaluation in Spain’. En R. Rist et al (eds): Atlas of Program Evaluation. Transactions.
- Pazos, M (2000): ‘La reforma del IRPF bajo la perspectiva de la política familiar’. Hacienda Pública Española N. 155.
- Pazos, M (1998): ‘Análisis de la política de Hacienda Pública desde una perspectiva de género’. En Las mujeres ante lapolíticassociales en la nueva configuración europea. Editado por el Forum de Política Feminista.
- Pazos, M  (1997). "Modelos de microsimulación de política fiscal: una propuesta para el caso español". Hacienda Pública Española n. 140.
- Pazos, M y Salas, R. (1997)"Progresividad y redistribución de las prestaciones sociales". Moneda y Crédito N. 205.
- Pazos, M., Rabadan, I. y Salas, R. (1995): "La medición de la desigualdad horizontal en España en el IRPF. Revista de Economía Aplicada N. 9, Vol. III.
- Pazos, M. (1994): "Variabilidad semanal de los gastos en la Encuesta de Presupuestos Familiares”  Estadística Española, Vol 36, Num. 137.
- Pazos, M  (1992): Las mujeres y el mercado de trabajo en España: Elementos para un balance 1987-1990. Revista de Economía y Sociología del Trabajo nº13/14.